# Canadian Academy of Recording Arts and Sciences
Canadian Academy of Recording Arts and Sciences (även känt under förkortningen CARAS) är en icke-vinstdrivande kanadensisk musikorganisation, vars mål är att bistå och hylla det kanadensiska musiklivet. Den grundades 1975, och förvaltar musikpriset Juno Awards, Canadian Music Hall of Fame och den ideella musikutbildningsverksamheten MusiCounts. 